# Juncus fimbristyloides
Juncus fimbristyloides là một loài thực vật có hoa trong họ Juncaceae. Loài này được Noltie mô tả khoa học đầu tiên năm 1998.